# Francisco José de Castro
Francisco José de Castro (Sevilla, España,1677-1730), fue un compositor y violinista español del periodo barroco. Se formó como músico en el colegio de San Antonio de Brescia (Italia). Entre sus obras principales se encuentra el conjunto de ocho Concerti Academici a Quattro y el Trattenimenti Armonici da camera a tre (1695), conjunto de 10 sonatas a trío para violín violonchelo y cembalo, compuestas al estilo de Corelli y dedicadas al conde Gaetano Giovanelli. Fue uno de los pocos compositores españoles de este periodo que cultivaron el género de música instrumental no religiosa.  La mayor parte de su actividad artística se desarrolló en Italia.